# Blossia anatolica
Espèce
Synonymes
- Blossiola anatolica Roewer, 1941

Blossia anatolica est une espèce de solifuges de la famille des Daesiidae.

## Distribution
Cette espèce est endémique de Turquie. Elle se rencontre dans les monts Taurus.

## Publication originale
- Roewer, 1941 : Solifugen  1934–1940. Veröffentlichungen des Deutschen Kolonial Ubersee-Museums, Bremen, vol. 3, p. 97–192.